# 常盤池
常盤池（ときわいけ）は、山口県宇部市にある淡水湖。一般には常盤湖（ときわこ）と呼ばれる。満水面積80.9ヘクタール、貯水量376万7700トン。

## 概要
「常盤」の名は「トコイワ」の約とされ永久不変の岩のことを指している。
湖の周囲には、総合公園のときわ公園が立地している。湖の内容がスイスとフランスにまたがるレマン湖に例えられることから、「東洋のレマン湖」の名で呼ばれることがある。
常盤池周辺では石炭が採掘され、山炭生（やまたぶ）、金吹（かなぶき）、東切貫（ひがしきりぬき）、常東（つねどう）に炭生（たぶ）跡があった。1947年（昭和22年）からの7年間には常盤炭鉱が操業していた。
1917年（大正6年）には補助溜池として女夫岩池（めおといわいけ）が築堤された。

## 歴史

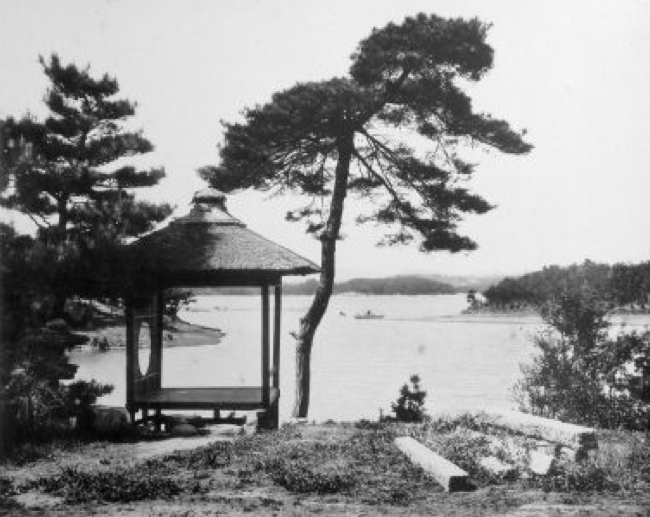
開設間もない頃の常盤公園と常盤池
（1926年撮影）

- 1695年（元禄8年） - 地元の農民から築堤の嘆願によって、3年の歳月をかけ藩を中心に完成させる。
- 1925年（大正14年） - 渡辺祐策らにより寄贈された常盤湖周辺の土地をもとに、宇部市が常盤公園を開設。
- 2016年（平成28年） - 国際かんがい排水委員会のかんがい施設遺産に登録。

## 周辺施設
- ときわ公園
- 山口大学工学部（常盤キャンパス）
- 宇部工業高等専門学校
- JR西日本宇部線常盤駅
- 山口宇部空港
- 宇部ときわ湖畔ユースホステル